# Direct Hits
Direct Hits é uma coletânea da banda de rock britânica The Who. Lançada exclusivamente na Grã-Bretanha em outubro de 1968, apresenta singles, lados-B, e faixas de álbuns gravadas originalmente para a Reaction e a Track Records entre 1966 e 1968. O lançamento original saiu em versões mono e estéreo. Fracasso de vendas, acabou excluída do catálogo da banda no começo da década de 1970.

## Faixas
Todas as canções compostas por Pete Townshend, exceto onde especificado em contrário.
Lado um
1. "Bucket T" (Altfield, Christian, Torrence) – 2:08
2. "I'm a Boy" – 2:36
3. "Pictures of Lily" – 2:43
4. "Doctor! Doctor!" (John Entwistle) – 2:53
5. "I Can See for Miles" – 3:55
6. "Substitute" – 3:47

Lado dois
1. "Happy Jack" – 2:11
2. "The Last Time" (Mick Jagger, Keith Richards) – 2:50
3. "In the City" (Entwistle, Moon) - 2:19
4. "Call Me Lightning" – 2:19
5. "Mary Anne with the Shaky Hand" – 2:05
6. "Dogs" – 3:03